# Sabel van de Orde van Sint-George

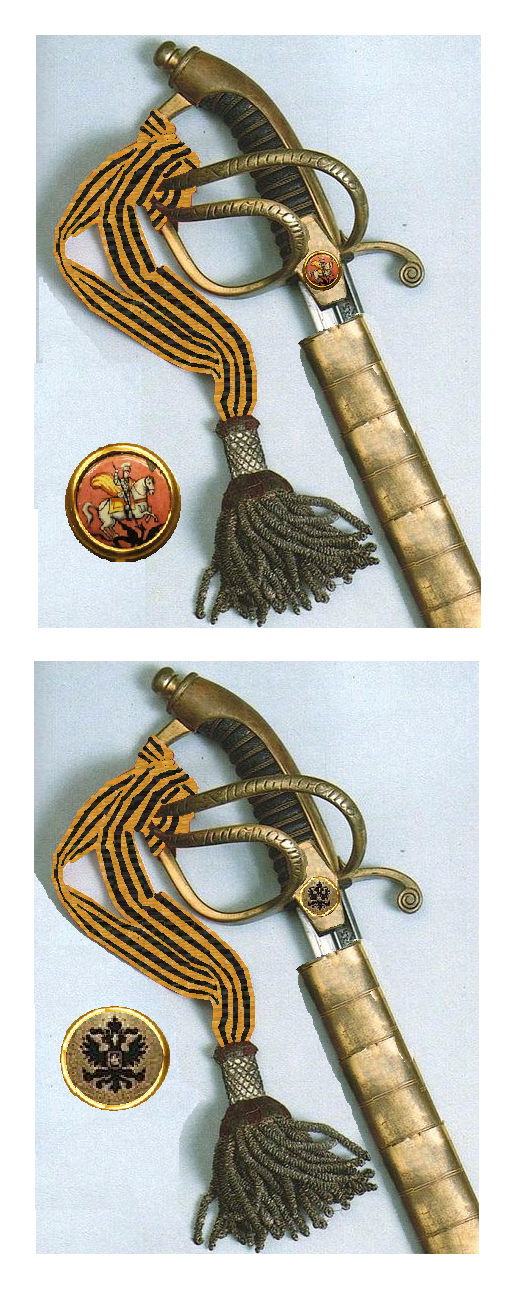
Eresabel met portépée van het lint van de Orde van Sint-George

De Sabel van de Orde van Sint-George was een bijzondere onderscheiding van het Russische keizerrijk. De Orde van Sint-George was de hoogste militaire onderscheiding van Rusland. Om zeer dappere officieren te kunnen decoreren zonder ze binnen de ridderorde te hoeven bevorderen tot de voor zegevierende generaals en admiraals  gereserveerde graad van commandeur in de Orde van Sint-George werd een ridder in de Orde van Sint-George die wederom uitblonk in dapperheid onderscheiden met een bijzondere vergulde sabel met een klein schildje waarop het kruis van de orde was afgebeeld. Op de sabel was, in het Cyrillisch, "VOOR DAPPERHEID" gegraveerd. De portepée was van het zwart en oranje lint van de Orde van Sint-George.
Niet-christenen droegen eenzelfde sabel maar met een schildje waarop het Russische wapen was afgebeeld.
Generaals en admiraals werden soms met een met diamanten versierde sabel onderscheiden. 
De Sabel van de Orde van Sint-George was een afzonderlijke onderscheiding en stond dus los van de Orde van Sint-George en het Kruis van Sint-George. Het was geen graad van de orde maar de drager van de sabel werd desondanks geacht tot de ordegemeenschap te behoren. 
De uit vier klassen bestaande orde werd in 1807 door tsaar Alexander I aangevuld met het Sint-Georgekruis en de Sabel van de Orde van Sint-George. Er was ook een Medaille van Sint-George.
In Nederland werd het Russische voorbeeld  in 1855 gevolgd gevolgd door de instelling van een Eresabel die aan een officier in de Militaire Willems-Orde kan worden toegekend. Het commandeurskruis van deze Nederlandse orde is immers gereserveerd voor generaals en admiraals.